# Inácio Loiola
Inácio Loiola (Canindé de São Francisco),  é um político brasileiro, filiado ao MDB. Nas eleições de 2022, foi eleito deputado estadual por AL.